# Tramstation Amsterdam Centraal

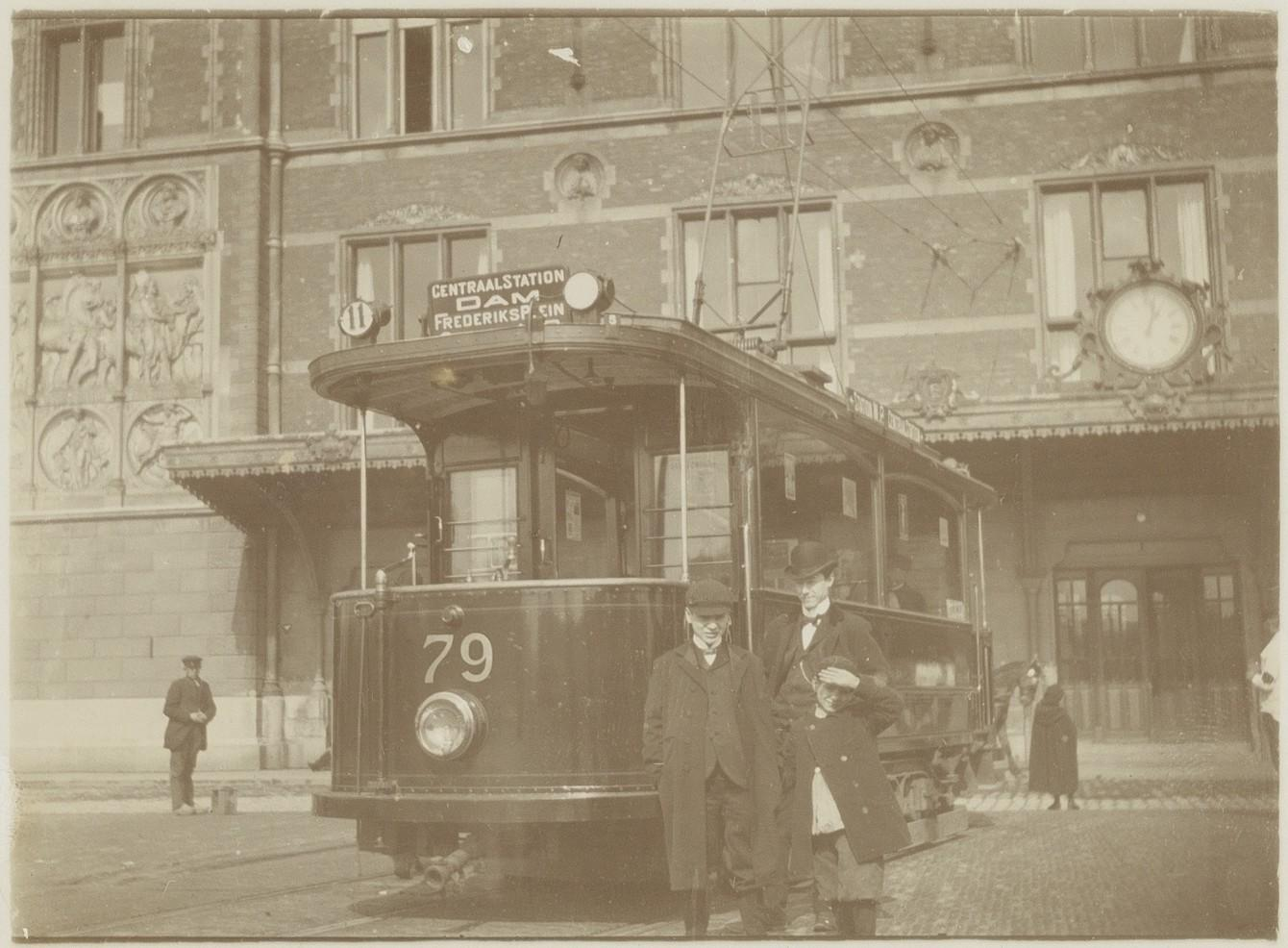
Op de voorgrond: tramhalte met tram van lijn 11 (motorwagen 79) vóór de hoofdingang van het Centraal Station aan het Stationsplein; circa 1905.

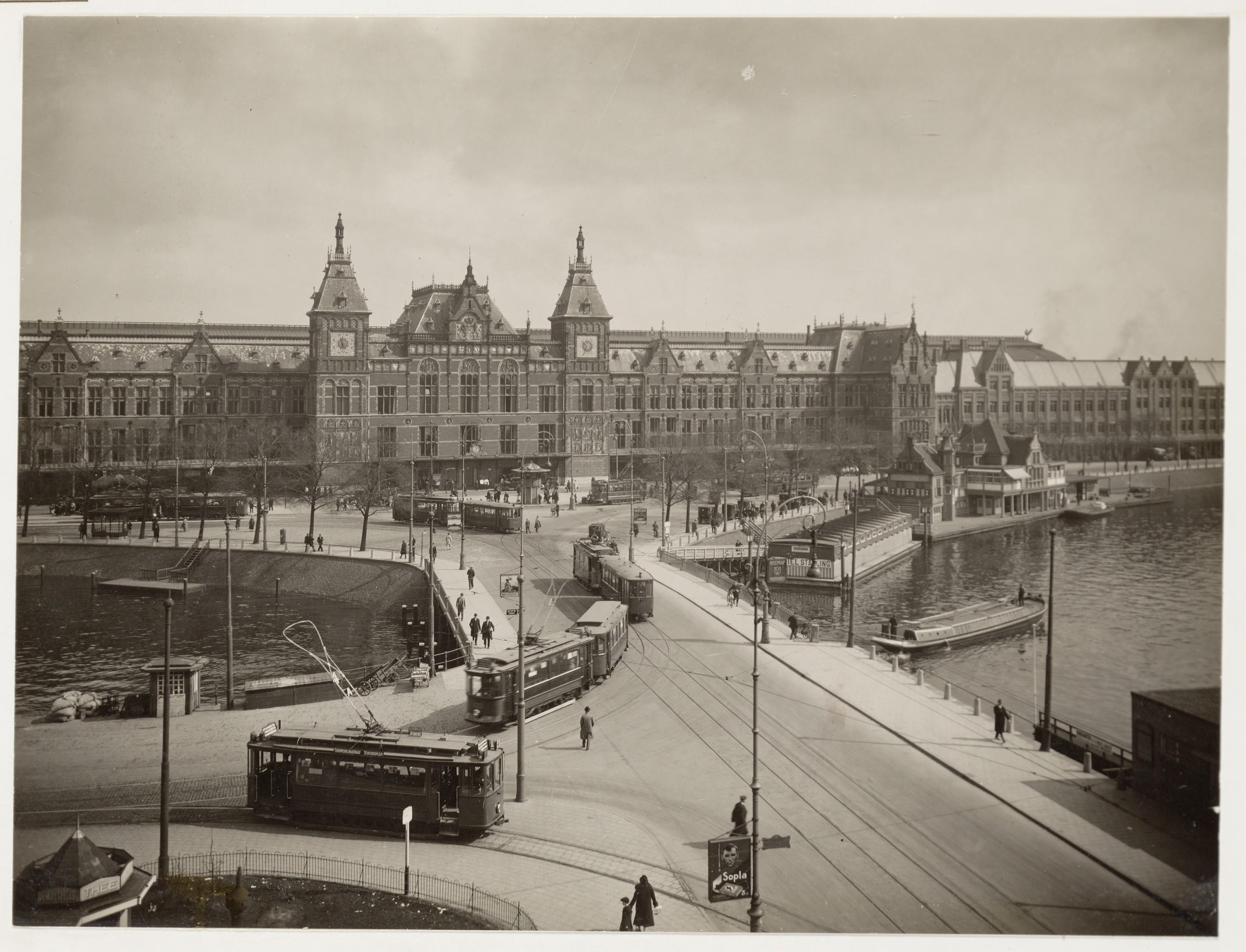
Stationsplein / Prins Hendrikkade met druk tramverkeer. Gezien vanuit het Victoria Hotel naar het Centraal Station. Op de voorgrond een tram van lijn 4A; circa 1925-1930.

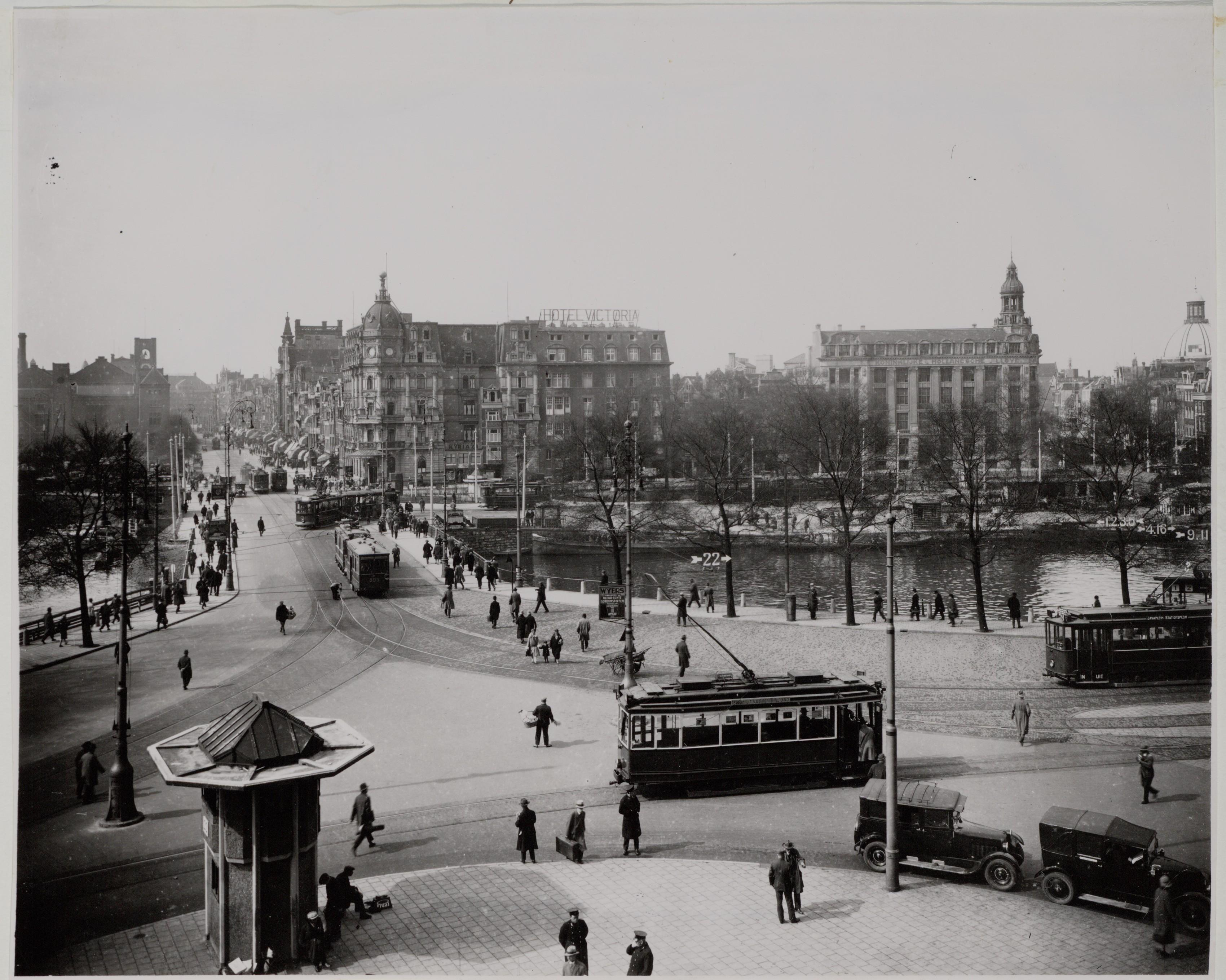
Op de voorgrond: tramhalte met tram van lijn 22 (Kringlijn Centraal Station - De Ruijterkade met motorwagen serie 391-395) en geparkeerde auto's; 1931.

Het tramstation Amsterdam Centraal is de halteplaats voor de tramlijnen die station Amsterdam Centraal aandoen. Het bevindt zich op het Stationsplein aan de zuidzijde (centrumzijde) van het treinstation. Sinds half oktober 2019 is er aan de De Ruijterkade, aan de noordoostzijde van het treinstation, onder de opritten van het busstation, een calamiteitenlus voor de tram naar IJburg, die gebruikt wordt als de keerlus via het Stationsplein voor deze lijn niet beschikbaar is.
In de zomer van 2020 is het westelijke tramemplacement geheel vernieuwd. Hierbij zijn de vier tramsporen rechtgetrokken en verlengd. De tramlijnen 2, 12, 13 en 17 richting Nieuwezijds Voorburgwal hebben hier hun haltes. Het oostelijke tramemplacement is in 2021 op gelijke wijze aangepakt een teruggeplaatst op de oude plaats dichter bij het station. Hier hebben de tramlijnen 4 en 14 en 24 richting Damrak hun haltes en Lijn 26 richting IJburg.

## Geschiedenis
Het Centraal Station is al sinds de opening in 1889 (eind)halte voor vele tramlijnen. Aanvankelijk waren dat paardentrams, vanaf 1902 werden deze door elektrische trams vervangen. Ook nam het Stationsplein vanaf 1906 de rol van de Dam over als belangrijkste tramhalte in het centrum van Amsterdam.
Vooral op het westelijke deel van het Stationsplein passeerden vele tramlijnen. Hier kwamen alle tramlijnen richting Haarlemmerstraat (tot 1955), Nieuwezijds Voorburgwal en Damrak. Aan de oostzijde kwamen de tramlijnen richting Nieuwmarkt en de Oostelijke Eilanden. Oorspronkelijk waren er kopsporen voor de hoofdingang. Vanaf 1904 reden er ook trams om het station heen naar de De Ruijterkade. Vanaf 1921 was het lijn 22 die dit rondje reed, tot 1944. 
Na de omzetting van lijn 11 in 1955 in een buslijn verdwenen naderhand de sporen aan de oostzijde. In 1963 werd door ruimtegebrek een nieuwe keerlus voor lijn 9 aangelegd, die vanaf het Damrak via de Prins Hendrikkade over de vernieuwde Kamperbrug het Stationsplein bereikte. De lus werd ook gebruikt door spitslijn 5. Ook kwam er een enkelsporig verbindingsspoor met de westzijde. Het middelste spoor aan de westzijde kwam ter beschikking voor de lijnen van de Martelaarsgracht.
De sporensituatie is in de loop der jaren vele malen gewijzigd. Vanaf 1980 rijden alle lijnen vanaf het Damrak via de oostelijke lus en werden aan zowel de oostkant (1980) als aan de westkant (1981) vier vertreksporen aangelegd, waarover alle tramlijnen via de Middentoegangsbrug vertrekken richting Damrak en Nieuwezijds Voorburgwal.

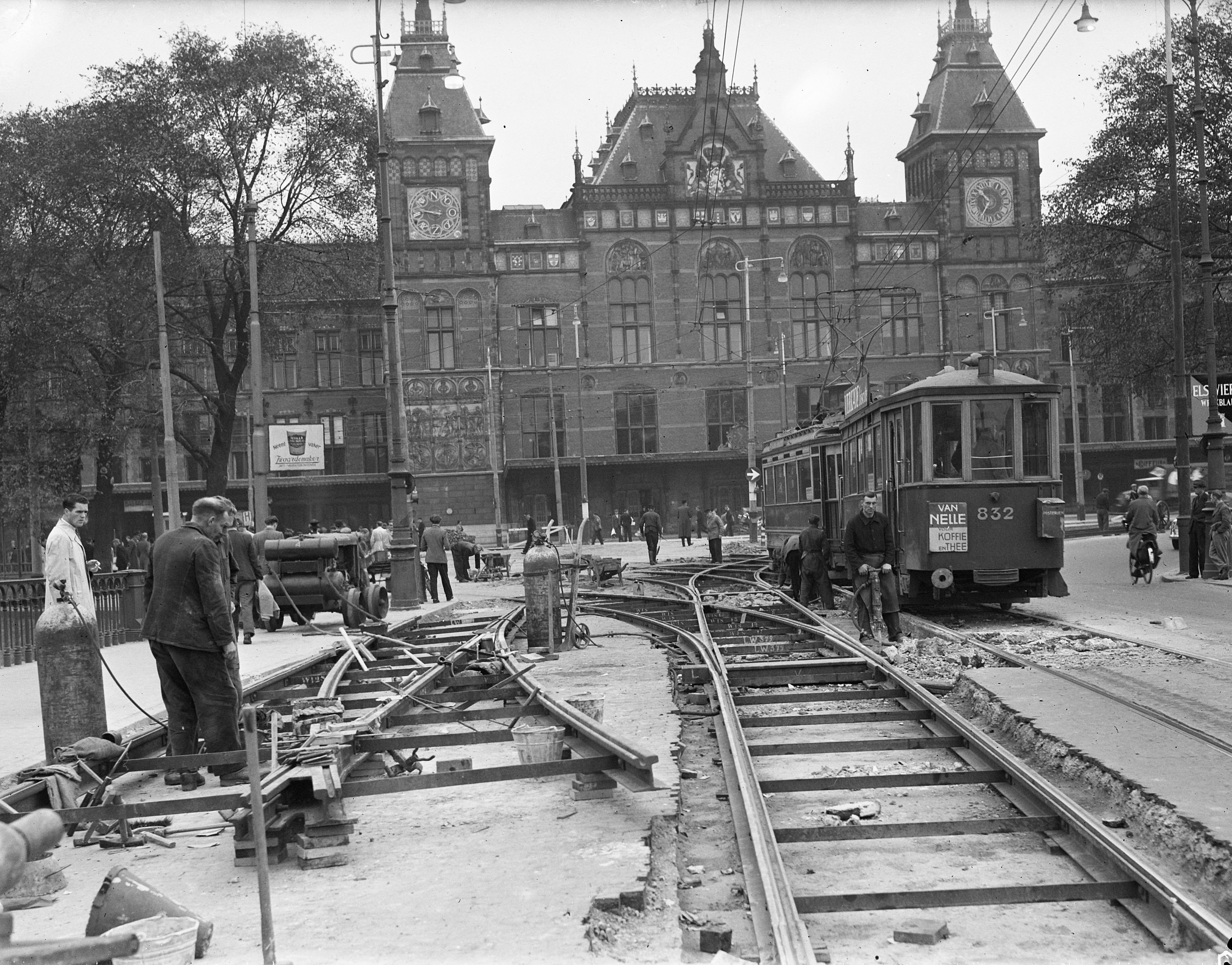
Tramwerkzaamheden bij het stationsplein; 17 oktober 1947.
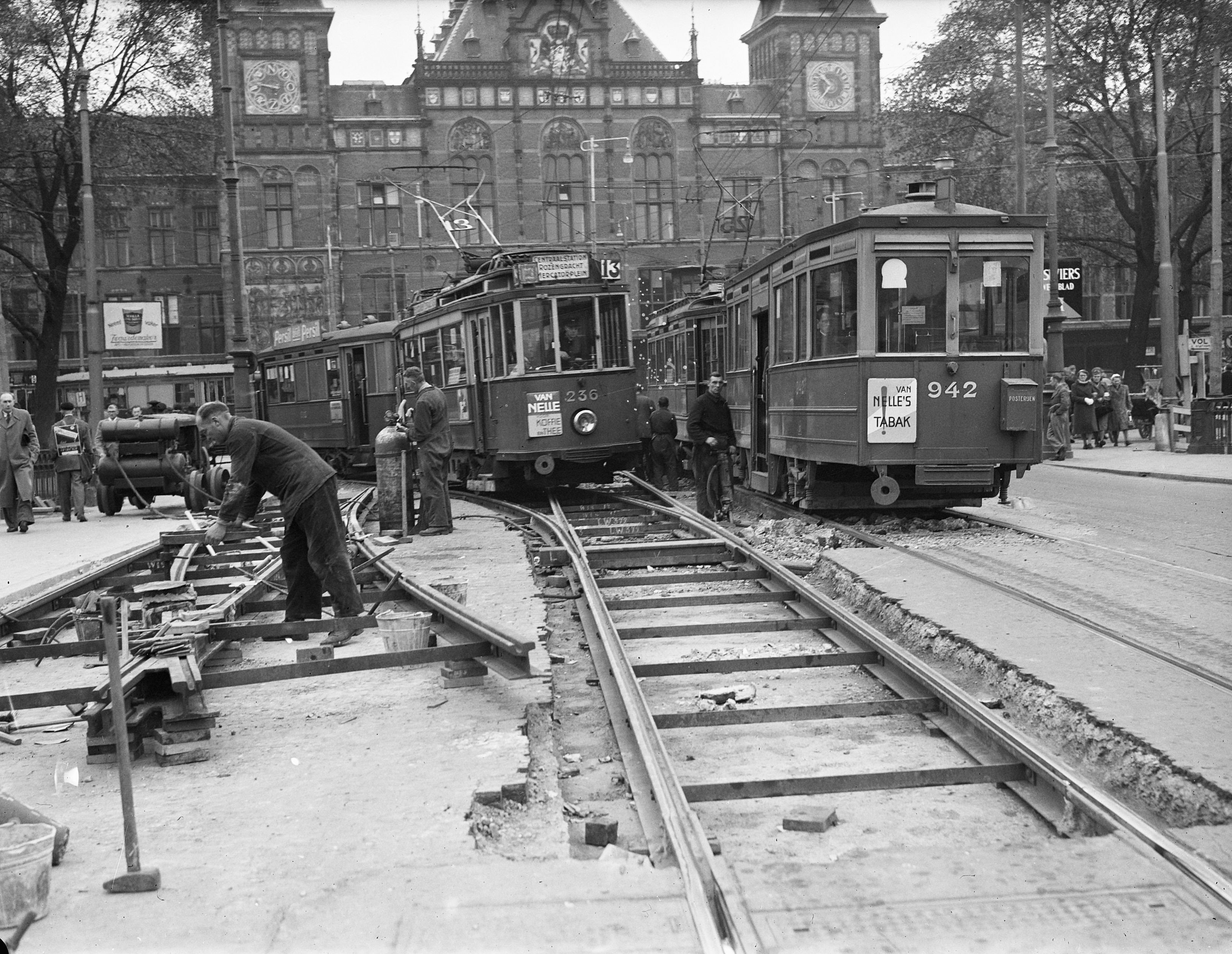
Tramwerkzaamheden bij het stationsplein; 17 oktober 1947.
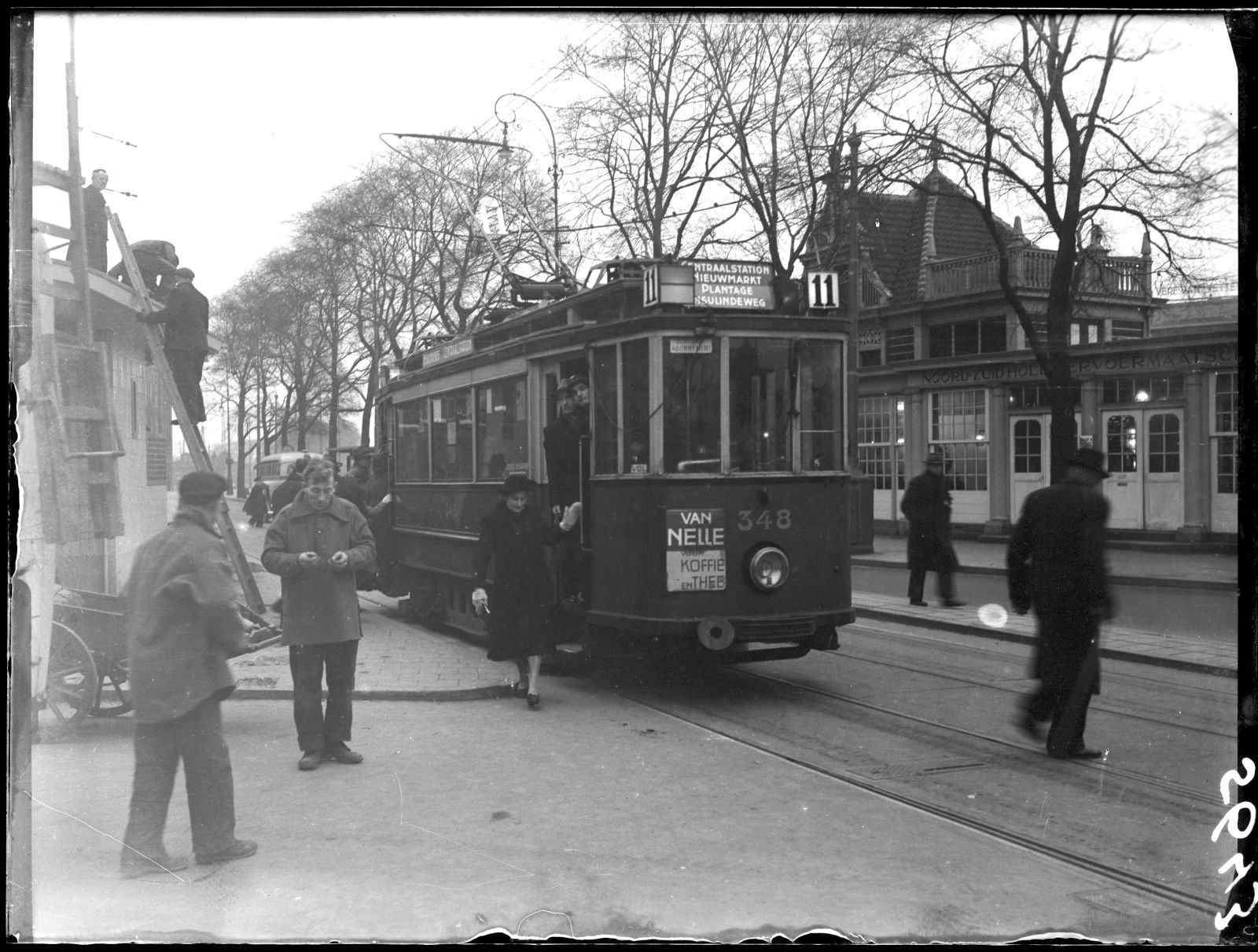
De nieuwe lijn 11 op het oostelijke Stationsplein op de eerste dag; 20 december 1948.
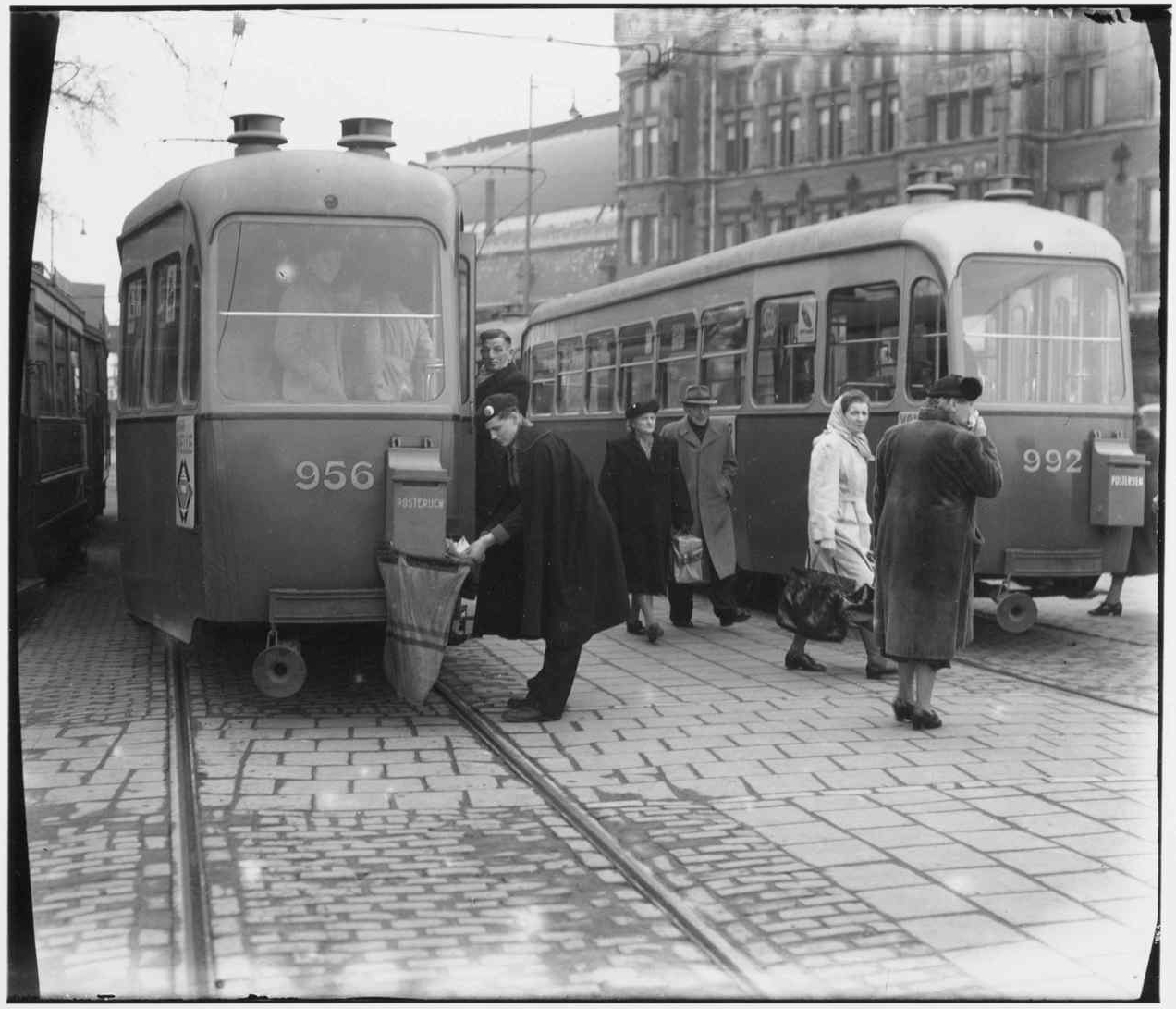
Legen van de brievenbussen aan trams op het Stationsplein; 9 februari 1951.
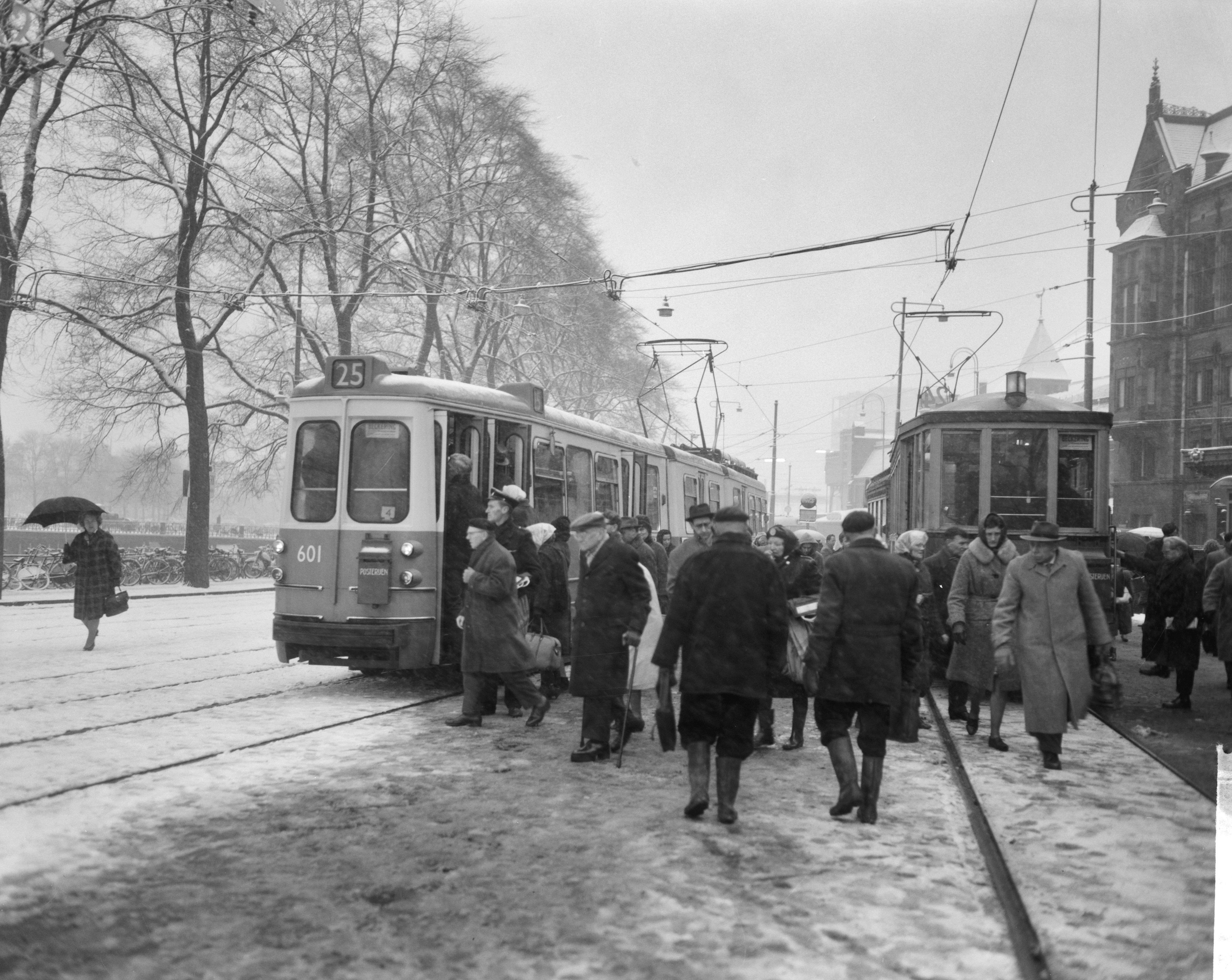
Drukte bij trams op Stationsplein te Amsterdam vanwege slechte weer. Links is gelede wagen nr. 601; 17 februari 1964.
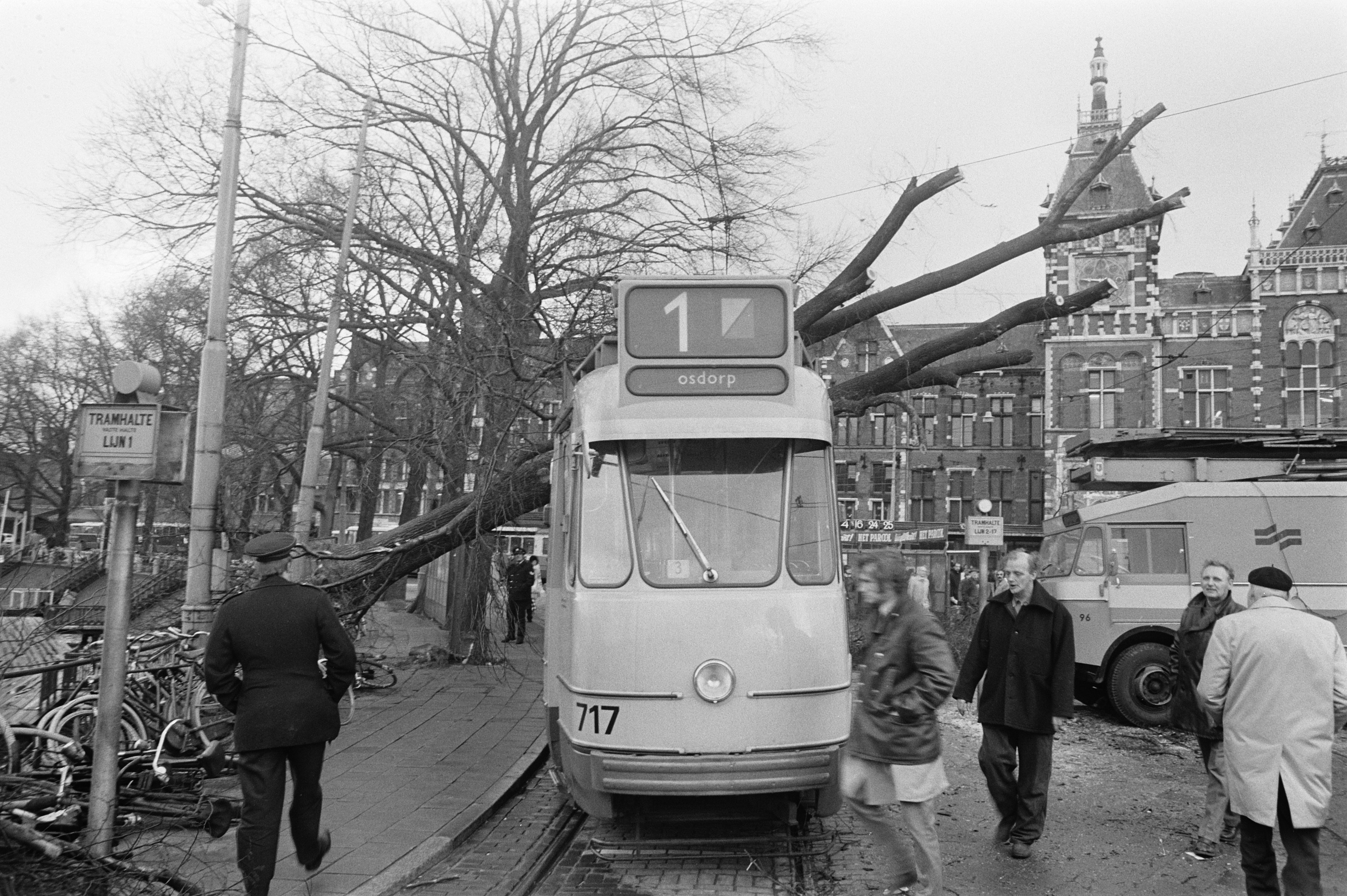
Door een hevige storm is een boom op een tram gevallen bij Centraal Station Amsterdam; 13 november 1972.
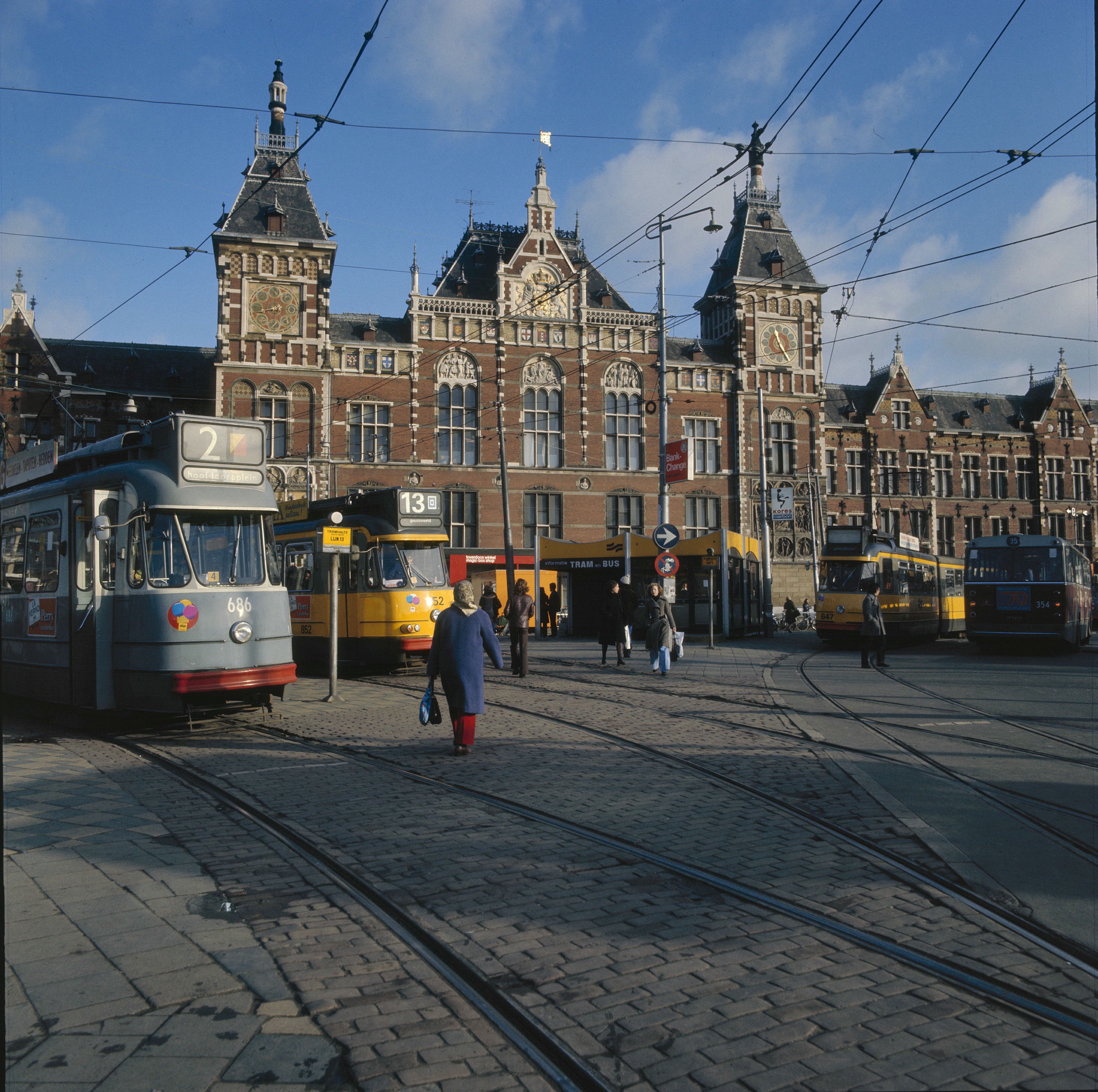
Overzicht van het Stationsplein met trams; 1975.
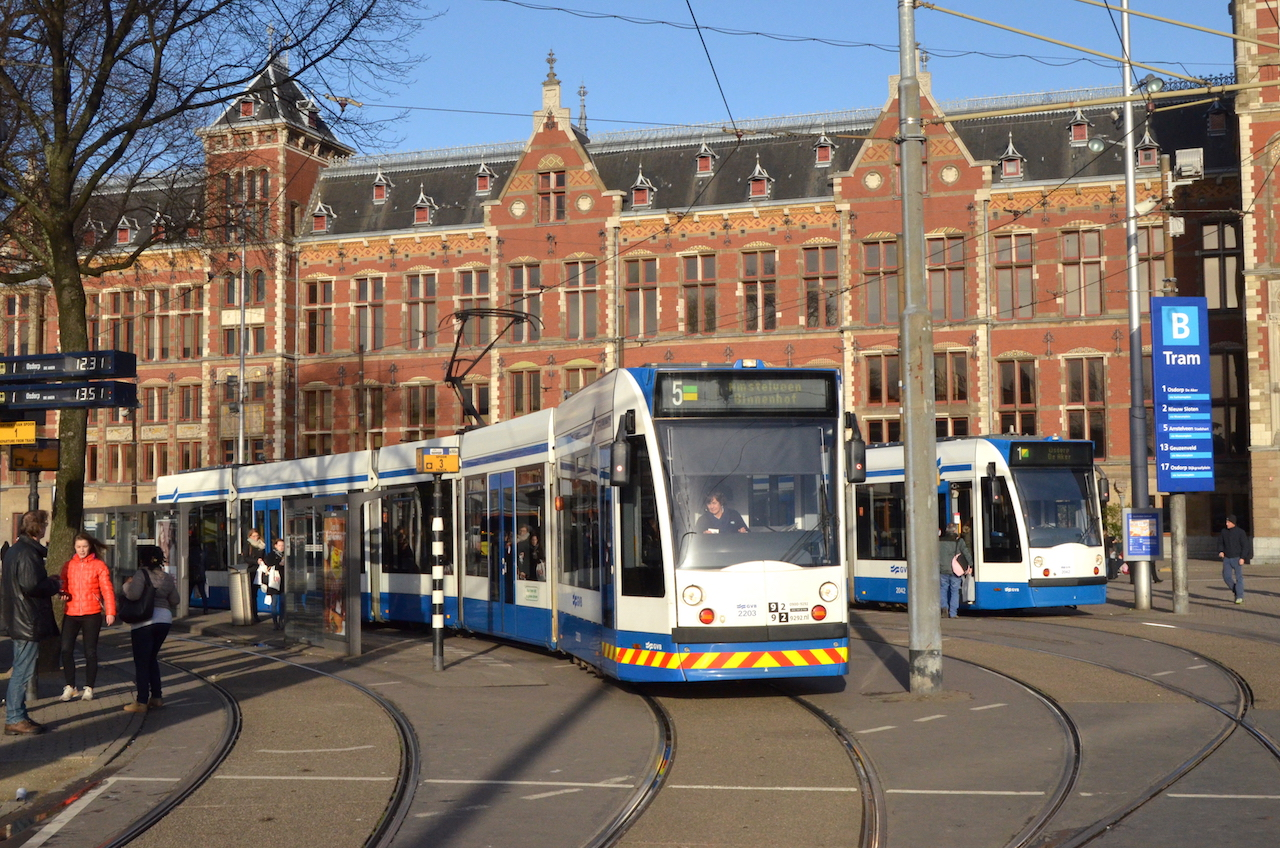
Tramlijn 5 op het Stationsplein voor het Centraal Station van Amsterdam; 31 december 2015.
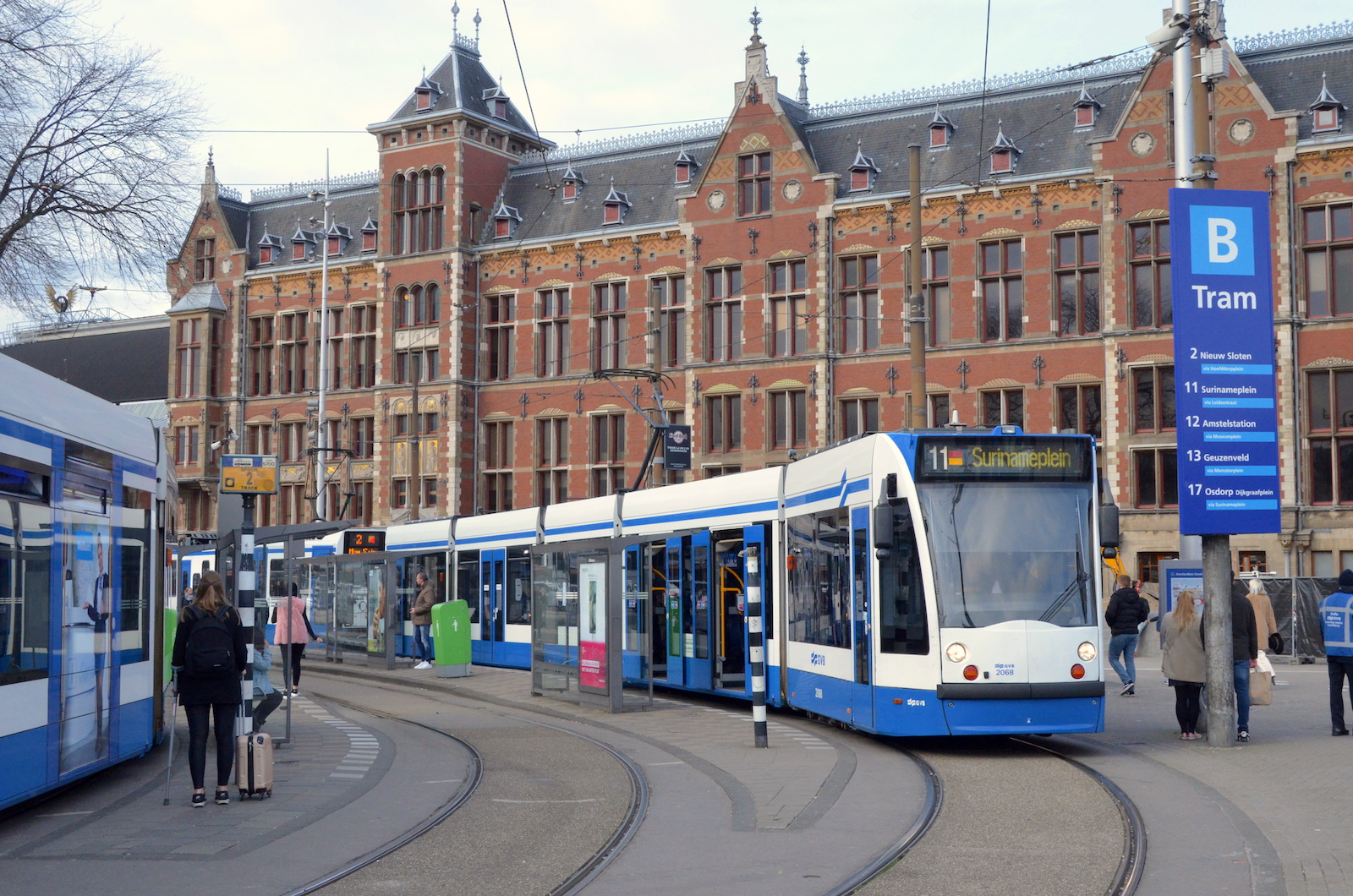
Tramlijn 11 op het Stationsplein, kort voor de opheffing; 14 maart 2020.
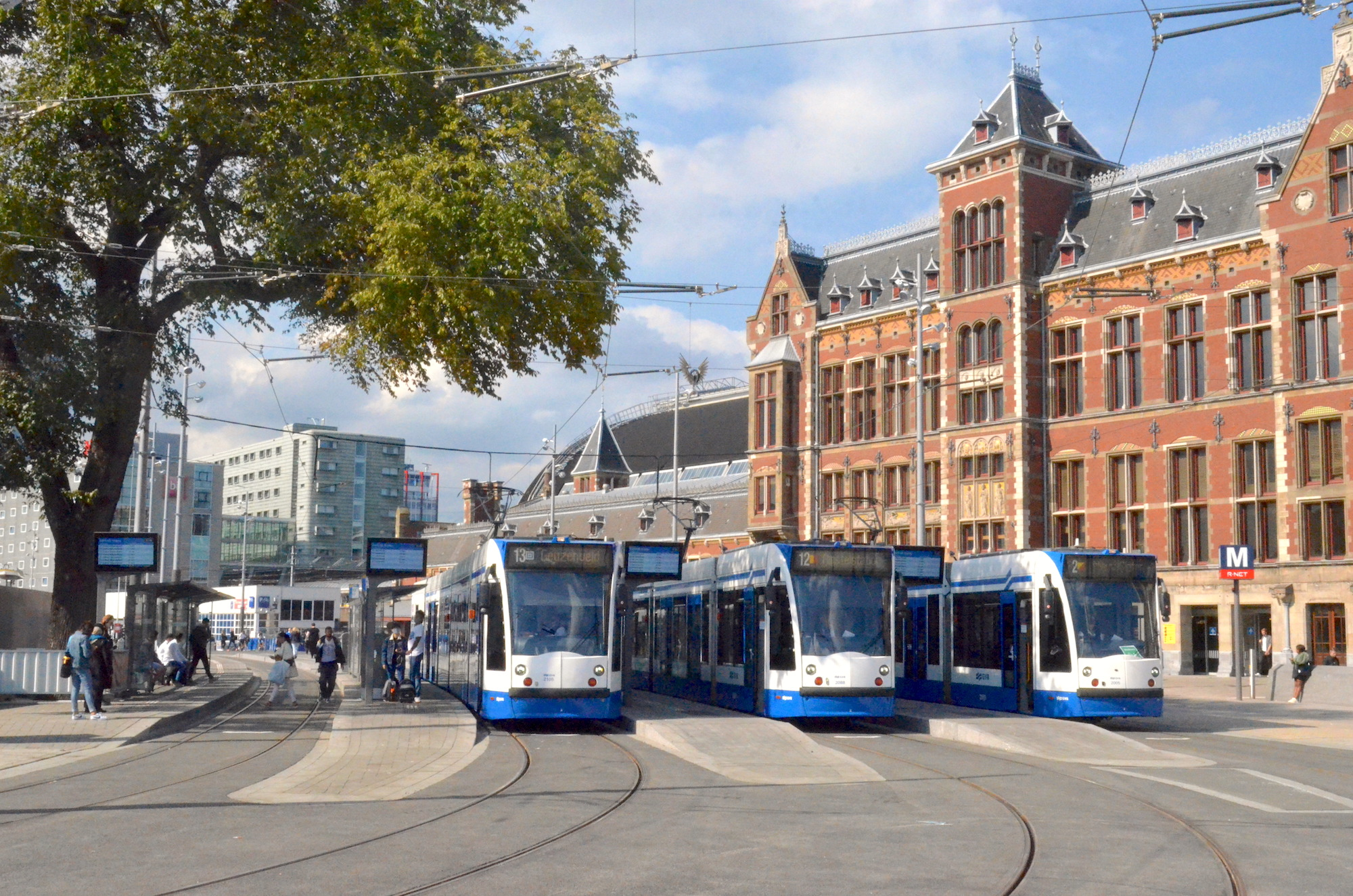
Vernieuwd tramstation Amsterdam Centraal Westzijde met Combino's op de tramlijnen 2, 12 en 13.
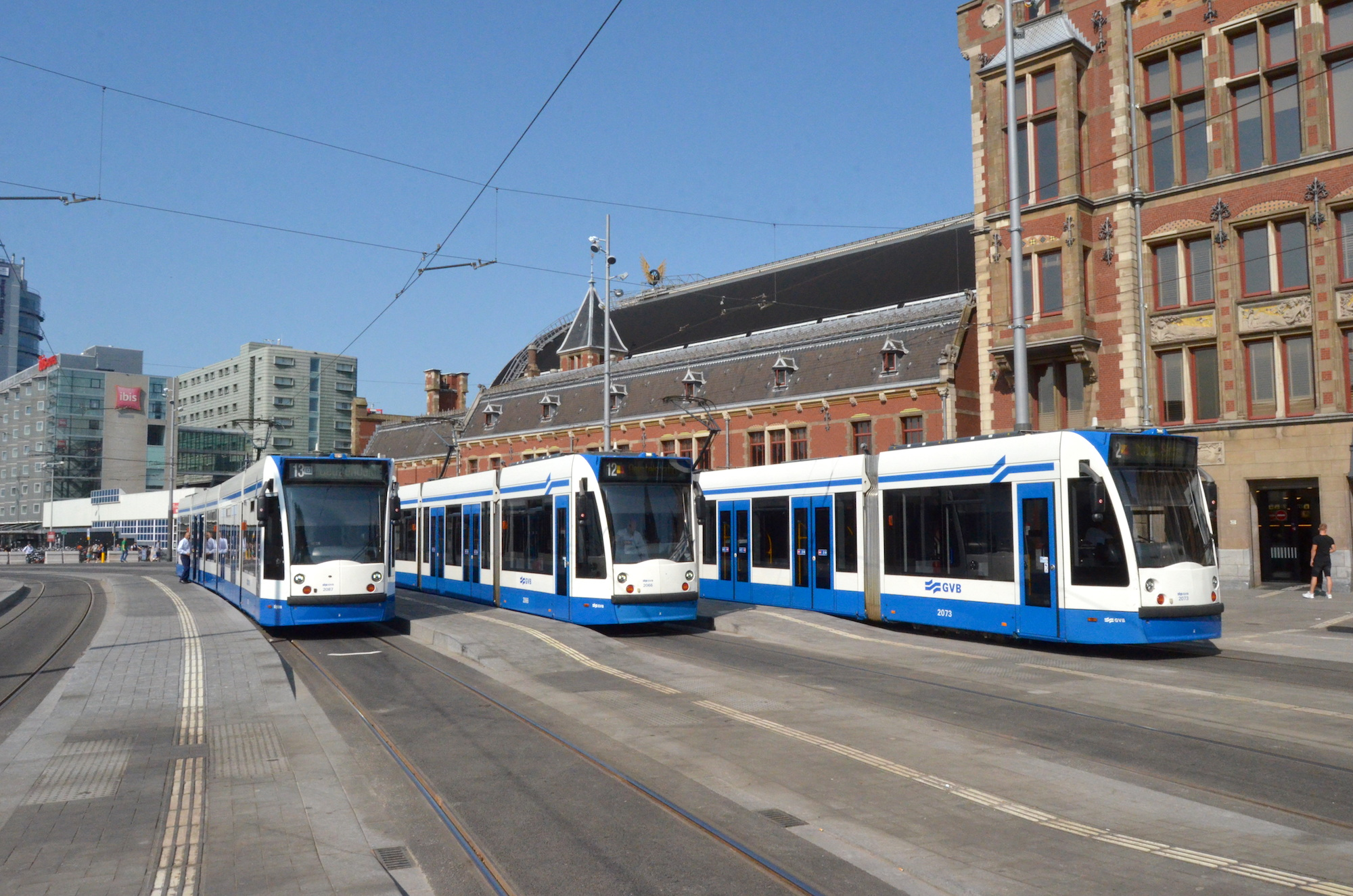
Vernieuwd tramstation Amsterdam Centraal Westzijde met Combino's op de tramlijnen 2, 12 en 13.
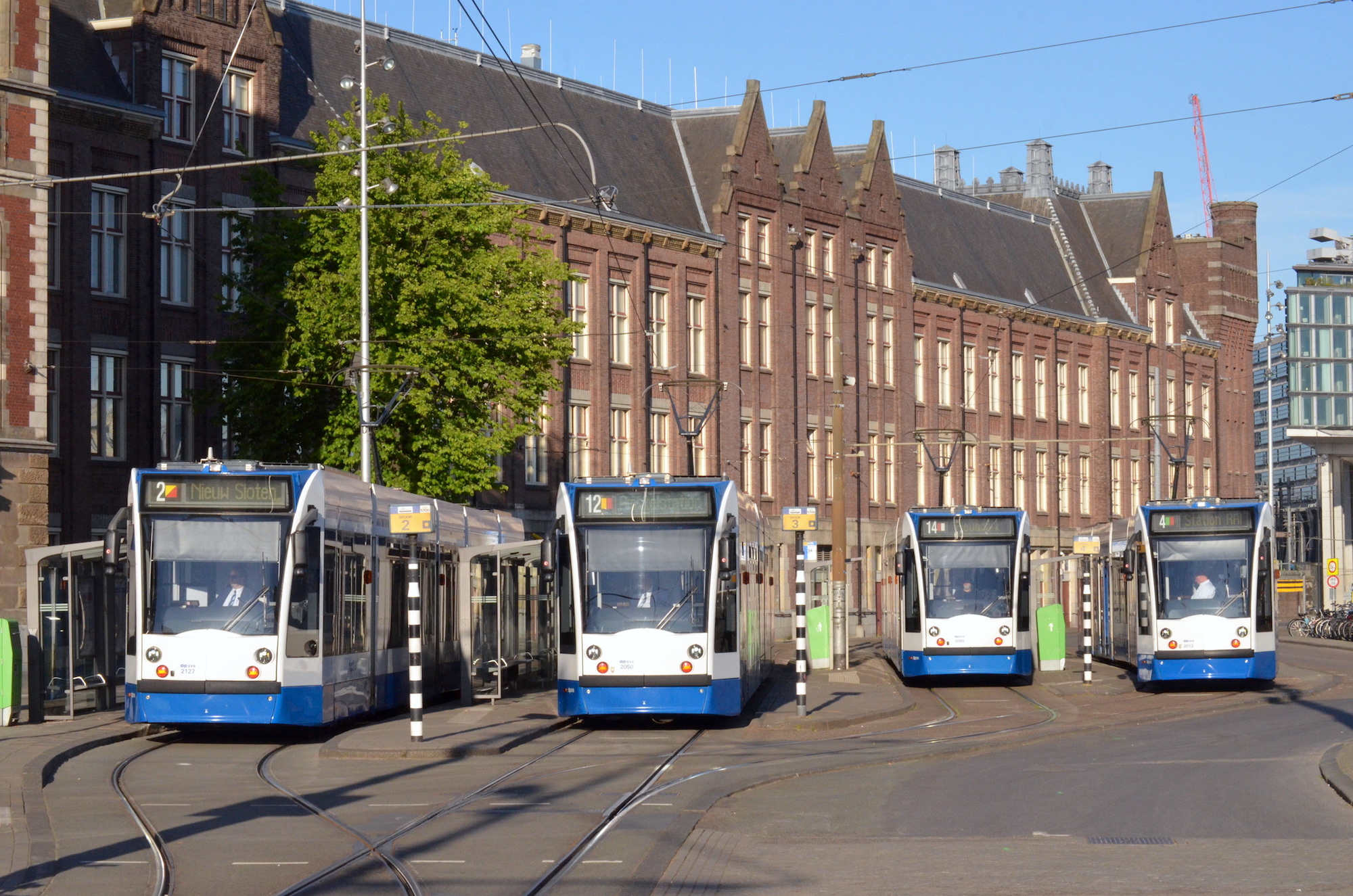
Tramstation Amsterdam Centraal Oostzijde met Combino's op de tramlijnen 2, 4, 12 en 14.